# Solea (Schiff, 1974)
Die Solea ist ein ehemaliger deutscher Fischereiforschungskutter.

## Geschichte
Das Schiff wurde 1974 als Baunummer 162 der Sieghold-Werft in Bremerhaven gebaut. Die Kiellegung erfolgte am 25. Juni, der Stapellauf am 21. Dezember 1973. Die Ablieferung an das damalige Bundesministerium für Ernährung, Landwirtschaft und Forsten erfolgte am 29. Mai 1974. Er schloss die Lücke im Bereich der Forschungsarbeiten in den Fanggebieten der Kleinen Hochseefischerei bzw. der Küstenfischerei, für das die Bundesrepublik Deutschland noch kein Forschungsschiff hatte. Forschungsfahrten in diesem Bereich wurden vor der Indienststellung der Solea überwiegend mit Hilfe von gecharterten kommerziellen Fischkuttern durchgeführt.
Das Schiff wurde von einem Sechszylinder-Viertakt-Dieselmotor der Deutz AG (Modell SBA 6 M 528) mit einer Leistung von 640 kW, der auf einen Verstellpropeller wirkte.
Die Solea, die in erster Linie in der Nord- und Ostsee eingesetzt wurde, war als Heckfänger ohne Aufschleppe konzipiert. Die deutsche Kutterflotte bestand zur Zeit der Indienststellung des Forschungskutters noch fast vollständig aus Seitenfängern. Inzwischen hat sich der Heckfänger bei den Fischkuttern wegen der Vorteile bei der Handhabung des Schleppnetzgeschirrs allgemein durchgesetzt. Die Solea verfügte für wissenschaftliche Arbeiten über ein Universallabor und war für den Einsatz von Schernetzen und Baumkurren ausgerüstet.
Aufgrund der veränderten Aufgabenstellung in der Fischereiforschung sowie der Erweiterung der Einsatzgebiete der Solea in der Ostsee (insbesondere nach der Wiedervereinigung 1990), wurde das Schiff nach 30 Jahren Einsatzzeit im Juni 2004 außer Dienst gestellt und durch einen gleichnamigen Neubau ersetzt.

## Verbleib

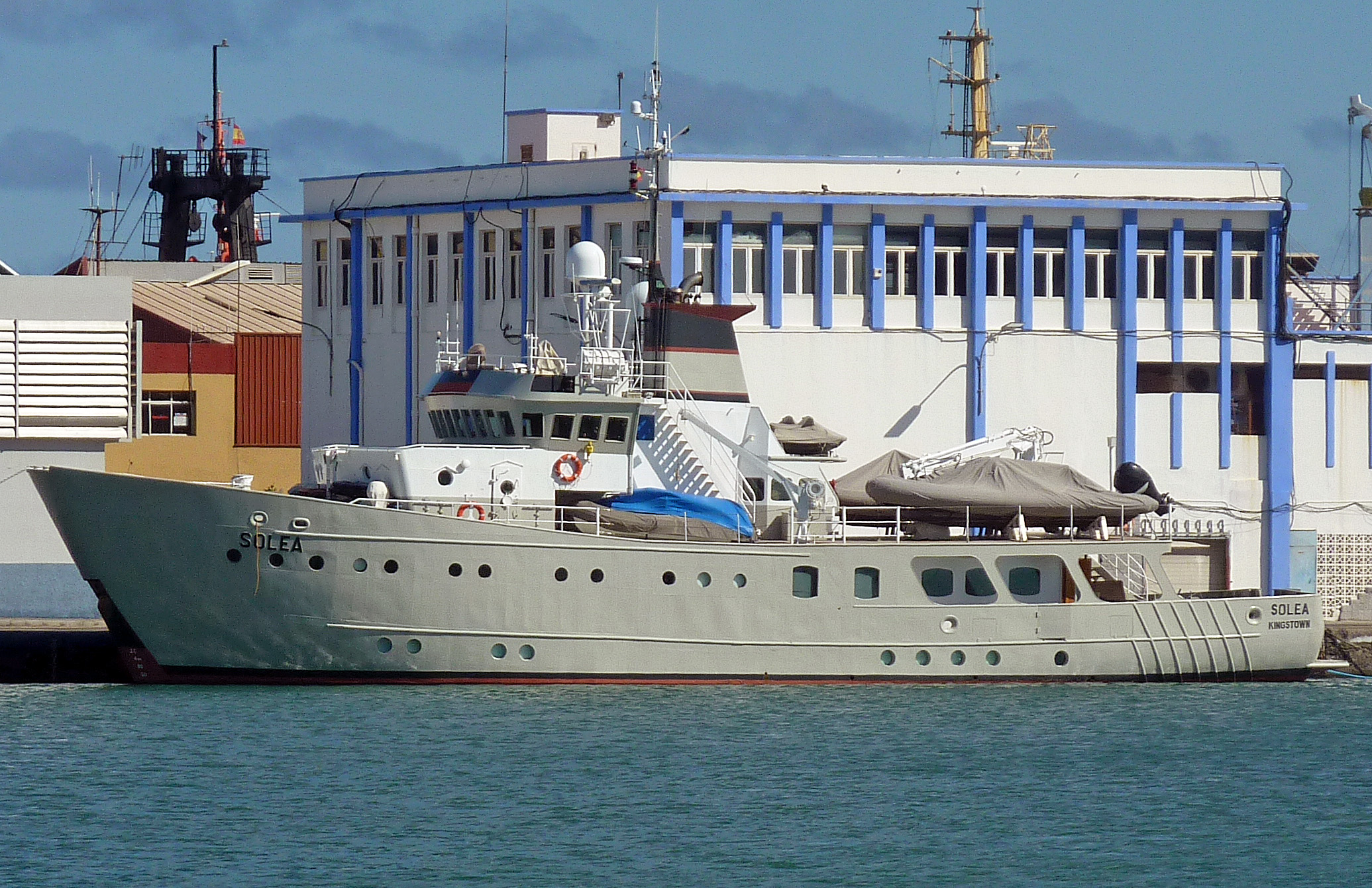
Solea nach dem Umbau 2023 in Las Palmas

Nach der Außerdienststellung wurde das Schiff verkauft und innerhalb von 14 Monaten auf der Peterswerft in Wewelsfleth zur Motoryacht umgebaut. Das Schiff wird seit 2005 weiter als Solea, nun unter der Flagge von St. Vincent und die Grenadinen mit Heimathafen Kingstown, überwiegend im Mittelmeer eingesetzt und von einer bis zu siebenköpfigen Mannschaft gefahren. In sechs Kabinen an Bord ist Platz für bis zu 12 Passagiere.

## Namensgeber des Schiffes
Namensgeber der Solea war die Seezunge, deren lateinischer Name Solea solea ist.